# Uruguay (rivier)
De Uruguay (Spaans: Río Uruguay, Portugees: Rio Uruguai) is een rivier in Zuid-Amerika die stroomt van het noorden naar het zuiden en fungeert als natuurlijke grens tussen Argentinië en Brazilië en tussen Argentinië en Uruguay.

## Ligging
De rivier is ongeveer 1.500 kilometer lang en begint in de Serra do Mar (Brazilië), waar de rivieren Canoas en Pelotas samenvloeien op een niveau van 2.050 meter. In dit stadium stroomt de rivier door een grillig natuurgebied en vormt vele watervallen en stroomversnellingen. In Brazilië stroomt ze door de staten Santa Catarina en Rio Grande do Sul. Ze is daardoor niet bevaarbaar tot Salto Chico.

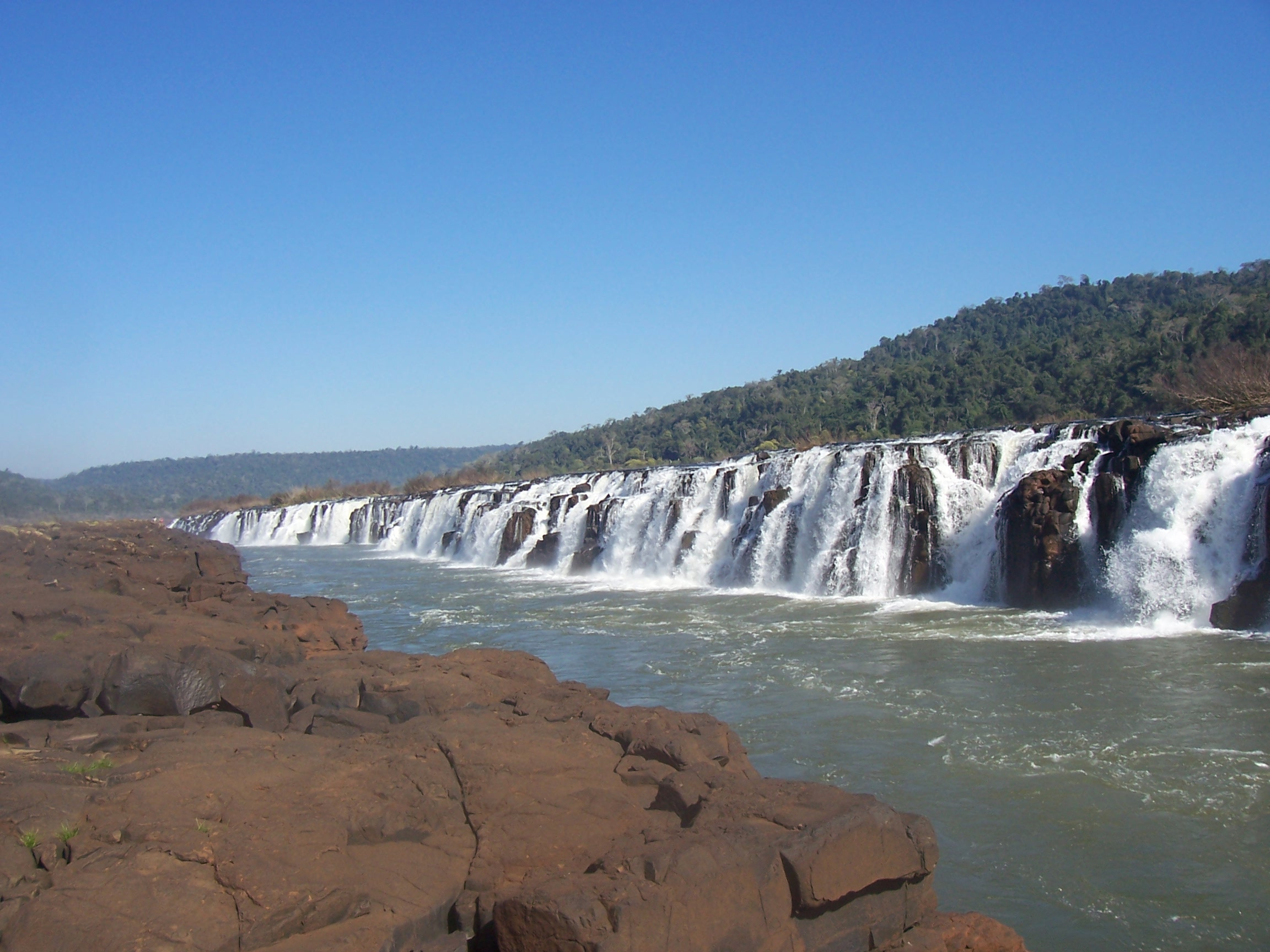
De Salto Yucumã stort over een breedte van 1800 meter in de rivier

Samen met de Paraná vormt de rivier uiteindelijk de brede Río de la Plata, bevaarbaar vanaf Salto Chico. De belangrijkste zijrivier is de Río Negro, die vanuit Uruguay stroomt en na 500 kilometer samengaat met de Uruguay. Het stroomgebied van de rivier heeft een oppervlakte van 370.000 km2.
De rivier wordt overspannen door drie internationale bruggen tussen Argentinië en Uruguay. Van noord naar zuid zijn dit de Salto Grandebrug, de Generaal Artigas-brug en de Libertador General San Martín-brug.
De Salto Grandedam is van economisch belang, in de dam ligt een grote waterkrachtcentrale voor het opwekken van elektriciteit.

## Naamgeving
De naam stamt van de Spaanse interpretatie van de terminologie die de oorspronkelijke inwoners hadden om de rivier aan te duiden. In het Guarani betekent Uruguay zoveel als Rivier van de Geschilderde Vogels. Uru is de lokale naam voor de Grijze tandkwartel.

## Het celluloseconflict
Van april 2005 tot juli 2010 speelde er een politiek conflict tussen Argentinië en Uruguay omtrent de rivier. Twee buitenlandse bedrijven bouwden celluloseverwerkende fabrieken in Fray Bentos in Uruguay, tegenover Gualeguaychú, Argentinië. Argentijnen leverden felle kritiek met betrekking tot de milieuverontreiniging die dit zou leveren. Zij kregen veel bijval van milieuorganisaties. Dit leidde tot politieke conflicten en de internationale brug tussen de Argentijnse provincie Entre Rios en het Uruguayaanse departement Río Negro, de Puente Libertador General San Martín, werd door actievoerders meerdere malen geblokkeerd met grote gevolgen voor de vervoers- en toerismesector. Een van de twee bedrijven stopte het bouwproject, het andere bedrijf voltooide de geplande installatie. Op 20 december 2005 bleek uit een studie van de Wereldbank dat de negatieven gevolgen van de fabriek gering waren en het milieu noch het toerisme zou schaden.
Uiteindelijk werd de zaak in 2006 voor het Internationaal Gerechtshof aanhangig gemaakt waar hoewel in het vonnis in april 2010 gesteld werd dat Uruguay schuldig was aan een gebrek aan informatie tegenover Argentinië, er geen noemenswaardige vervuiling optrad en de sluiting van de pulpfabriek hierdoor onverantwoord zou zijn. De fabriek was in 2009 ook in handen gekomen van UPM-Kymmene. De actievoerders beëindigden een laatste maal de blokkade van de internationale brug in juni 2010. De presidenten van beide landen Cristina Fernández de Kirchner (verkozen in 2007 in Argentinië) en José Mujica (verkozen in 2010 in Uruguay) beëindigden in juli 2010 het incident en sloten akkoorden over een beter gemeenschappelijk beheer van de rivier.